# 名古屋放送管弦楽団
名古屋放送管弦楽団（なごやほうそうかんげんがくだん）は、NHK名古屋放送局の放送用専属オーケストラである。かつては「名古屋交響楽団」として毎年1・2回、エキストラを補充して定期演奏会も公演していた。指揮は山田和男、森正、渡辺暁雄などによってなされていた。

## 関係者・出身者
- 中野二郎
- 中山義雄
- 相羽実
- 杉山重雄
- 緒方三郎
- 横山逸作
- 宮下要
- 丹羽秀雄
- 服部延康
- 下郷紀雄
- 佐藤顕雄
- 亀谷恵二
- 山田照秋
- 星野明道
- 前田鉄造
- 後藤義行
- 磯部金七
- 小仲春次
- 永長二郎
- 加藤彰一
- 田辺通正
- 笹野孝夫
- 長谷川了一
- 山田喜代一
- 岩田重三津
- 太田潔
- 伊藤武
- 仙田健児
- 福田茂
- 内田求
- 奥村芳男
- 和久田照彦
- 西川秋吉
- 松倉五郎
- 加藤慶造
- 中野雅之
- 岩田益蔵